# Astrofísica

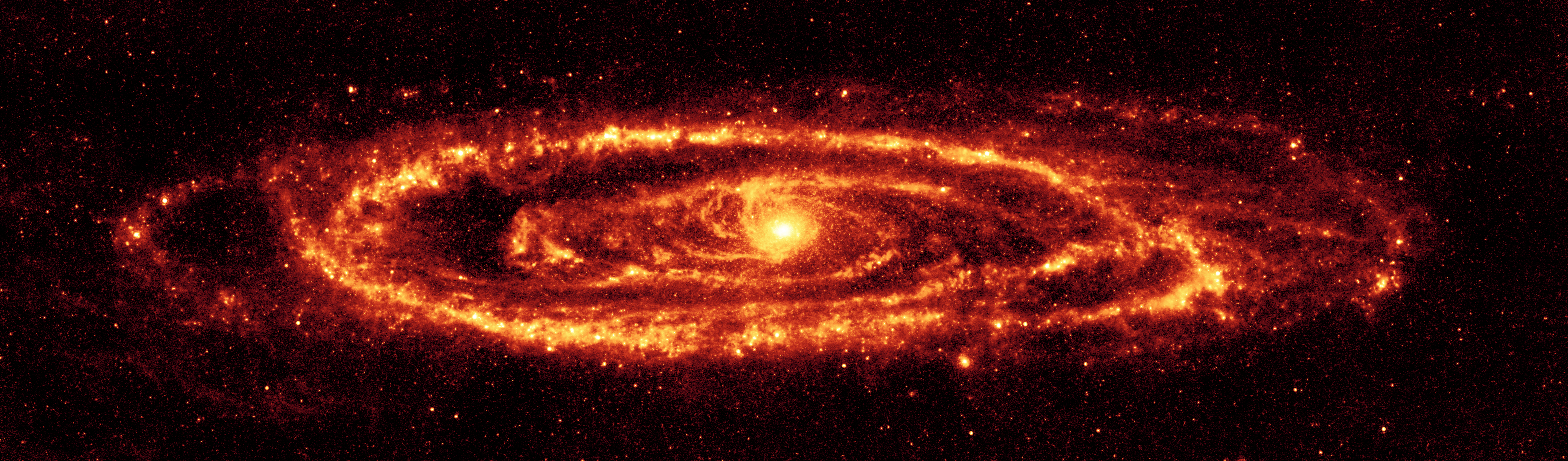
Imagen de la galaxia de Andrómeda en infrarrojo.

La astrofísica es el desarrollo y estudio de la física aplicada a la astronomía. Estudia las estrellas, los planetas, las galaxias, los agujeros negros y demás objetos astronómicos como cuerpos de la física, incluyendo su composición, estructura y evolución. La astrofísica emplea la física para explicar las propiedades y fenómenos de los cuerpos estelares a través de sus leyes, fórmulas y magnitudes.
El inicio de la astrofísica fue posiblemente en el siglo XIX cuando gracias a los espectros se pudo averiguar la composición física de las estrellas. Una vez que se comprendió que los cuerpos celestes están compuestos de los mismos que conforman la Tierra y que las mismas leyes de la física y de la química se aplican a ellos, nace la astrofísica como una aplicación de la física a los fenómenos observados por la astronomía. La astrofísica se basa, pues, en la asunción de que las leyes de la física y la química son universales, es decir, que son las mismas en todo el universo.
Debido a que la astrofísica es un campo muy amplio, los astrofísicos aplican normalmente muchas disciplinas de la física, incluyendo la física nuclear (véase Nucleosíntesis estelar), la física relativísta, la mecánica clásica, el electromagnetismo, la física estadística, la termodinámica, la mecánica cuántica, la física de partículas, la física atómica y molecular. Además, la astrofísica está íntimamente vinculada con la cosmología, que es el área que pretende describir el origen del universo.
Esta área, junto a la física de partículas, es una de las áreas más estudiadas y más apasionantes del mundo contemporáneo de la física. Desde que el telescopio espacial Hubble nos brindó detallada información de los más remotos confines del universo, los físicos pudieron tener una visión más objetiva de lo que hasta ese momento eran solo teorías.
En la actualidad, todos o casi todos los astrónomos tienen una sólida formación en física y las observaciones siempre se ponen en su contexto astrofísico, así que los campos de la astronomía y astrofísica están frecuentemente enlazados. Tradicionalmente, la astronomía se centra en la comprensión de los movimientos de los objetos, mientras que la astrofísica busca explicar su origen, evolución y comportamiento. Actualmente, los términos «astronomía» y «astrofísica» se suelen usar indistintamente para referirse al estudio del universo.

## Historia

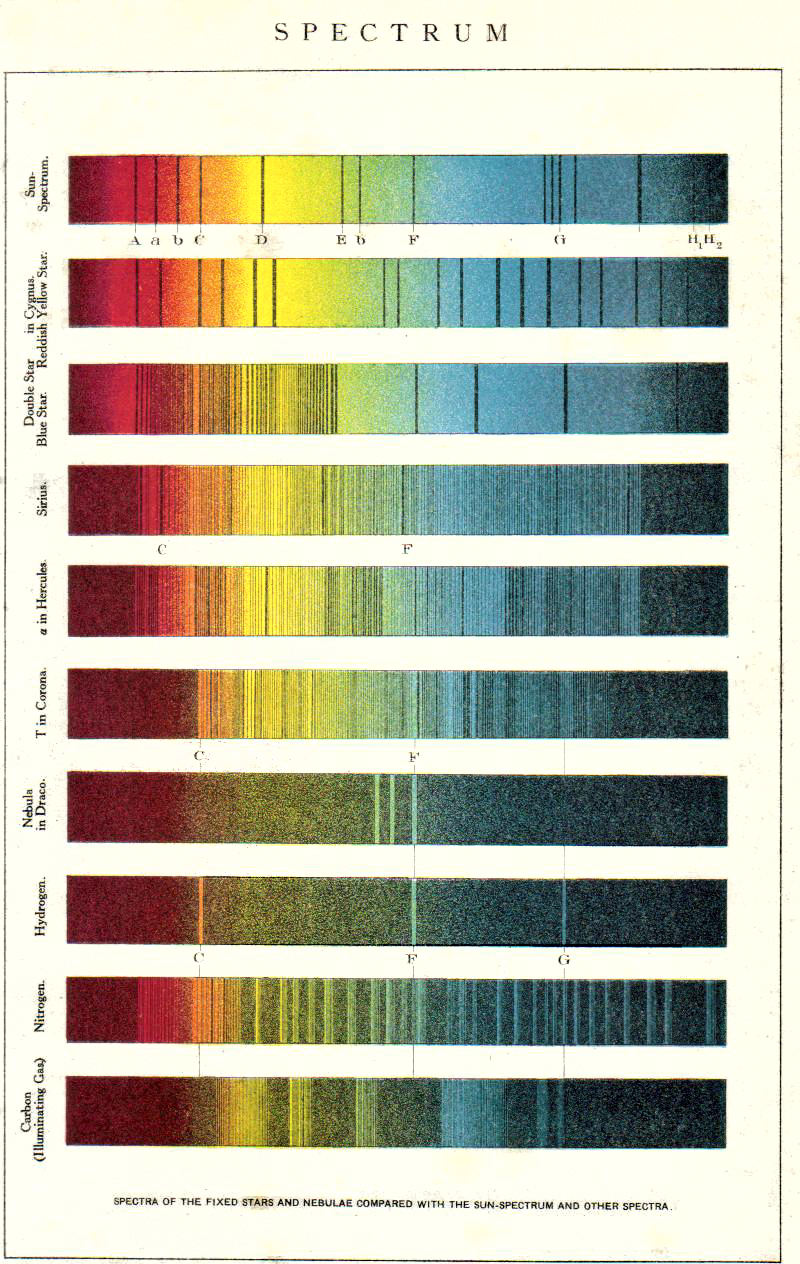
Comparación de principios del de espectros elementales, solares y estelares

La astronomía es una ciencia antigua, que desde sus inicios estuvo separada del estudio de la física terrestre. En la cosmovisión aristotélica, los cuerpos en el cielo parecían ser esferas inmutables cuyo único movimiento era el movimiento uniforme en un círculo, mientras que el mundo terrenal era el reino que experimentaba crecimiento y decadencia y en el que el movimiento natural era en línea recta y terminaba cuando el objeto en movimiento alcanzaba su objetivo. En consecuencia, se sostenía que la región celeste estaba hecha de un tipo de materia fundamentalmente diferente de la que se encontraba en la esfera terrestre; ya fuese fuego como sostenía Platón (428-348 a. C.), o Éter como suponía Aristóteles (384-322 a. C.) .
Esa visión geocéntrica fue pronto desafiada por Aristarco (310-230 a. C.), matemático y astrónomo, que fue la primera persona que propuso la idea del Heliocentrismo para el Sistema solar. Pero el heliocentrismo no se puso de nuevo de relieve hasta el siglo XVI cuando Nicolás Copérnico le dio una formulación matemática. Galileo Galilei apoyó esa idea después de estudiar las órbitas de las cuatro lunas más luminosas de Júpiter (planeta) aunque renunció por las objeciones de la Iglesia católica aún geocentrista. El siglo XVII vio el descubrimiento de las tres leyes de Kepler en 1609 y 1619 sobre el movimiento de los planetas en sus órbitas alrededor del Sol. Además, el trabajo de Isaac Newton sobre la mecánica celeste fue decisivo y apareció expuesto en 1687 en el libro Principia Mathematica. Propuso las tres leyes universales del movimiento, que fueron la base de la mecánica clásica y la ley universal de la gravitación. La aplicación de la gravitación de Newton para explicar las leyes de Kepler fue el primer puente entre la física y la astronomía. Galileo, Descartes, y Newton comenzaron a sostener que las regiones celestes y terrestres estaban hechas de materiales similares y estaban sujetas a las mismas leyes naturales. Su desafío era que aún no se habían inventado las herramientas para probar esas afirmaciones.
Durante gran parte del siglo XIX, la investigación astronómica se centró en el trabajo rutinario de medir las posiciones y calcular los movimientos de los objetos astronómicos. Una nueva astronomía, que pronto se llamaría astrofísica, comenzó a surgir cuando William Hyde Wollaston y Joseph von Fraunhofer (1787-1826) descubrieron de forma independiente que, al descomponer la luz del Sol, se observaban en el espectro visible una multitud de líneas oscuras regiones donde había menos luz, o nada. El óptico bávaro Fraunhofer dio un salto espectacular al sustituir el prisma por una rejilla de difracción como instrumento para dispersar el espectro. En 1860, el físico Gustav Kirchhoff y el químico Robert Bunsen, tras un laborioso trabajo para obtener muestras puras de los elementos conocidos, ya habían mostrado que las líneas oscuras en el espectro solar correspondían con las líneas brillantes en los espectros de algunos gases conocidos, siendo líneas específicas que correspondían a elementos químicos únicos presentes en la atmósfera del Sol. Kirchhoff dedujo que las líneas oscuras en el espectro solar eran causadas por la absorción de elementos químicos en la atmósfera solar.  De esta manera se comprobó que los elementos químicos que se encuentran en el Sol y en las estrellas también se encontraban en la Tierra y fue la prueba de que la materia de los objetos celestes era la misma que la de la Tierra. Este descubrimiento también condujo a un nuevo método de análisis indirecto, que permitía conocer la constitución química de las estrellas lejanas y clasificarlas.
Kirchhoff y Bunsen estudiaron el espectro del Sol en 1861, identificando los elementos químicos de la atmósfera solar y descubriendo dos nuevos elementos en el transcurso de sus investigaciones, el cesio y el rubidio. Entre los que ampliaron el estudio de los espectros solares y estelares estuvo Norman Lockyer, quien en 1868 detectó líneas radiantes y oscuras en los espectros solares. Trabajando con el químico Edward Frankland para investigar los espectros de los elementos a varias temperaturas y presiones, no pudo asociar una línea amarilla en el espectro solar con ningún elemento conocido. Por ello  afirmó que la línea representaba un nuevo elemento, que se llamó helio, en honor al griego Helios, el sol personificado.
Equipados con la nueva técnica espectroscópica, William Huggins y William Miller, a mediados del siglo XIX, observaron muchas estrellas y nebulosas. Con nuevas tecnologías e instrumentos de astronomía más precisos, se hicieron mejores observaciones. En 1885, Edward C. Pickering  emprendió un ambicioso programa de clasificación espectral estelar en el Observatorio de la Universidad de Harvard, en el que un equipo de trece mujeres computadoras, en particular Williamina Fleming, Antonia Maury y Annie Jump Cannon, clasificaron los espectros registrados en placas fotográficas. Hacia 1890 ya se había elaborado un catálogo de más de 10.000 estrellas, el análisis más completo para clasificar las estrellas  que las agrupaba en trece tipos espectrales —tipo I (A, B, C, D), tipo II (E, F, G, H, I, J, K, L), tipo III (M) y tipo IV (N)—. Siguiendo la visión de Pickering, en 1924 Cannon amplió el catálogo a nueve volúmenes y más de un cuarto de millón de estrellas, desarrollando el esquema de clasificación de Harvard que fue aceptado para uso mundial en 1922.
En 1895, George Ellery Hale y James E. Keeler, junto con un grupo de diez editores asociados de Europa y los Estados Unidos, establecieron The Astrophysical Journal: An International Review of Spectroscopy and Astronomical Physics. Se pretendía que la revista llenara el vacío entre las revistas de astronomía y de física, proporcionando un lugar para la publicación de artículos sobre aplicaciones astronómicas del espectroscopio; sobre investigación de laboratorio estrechamente relacionadas con la física astronómica, incluidas las determinaciones de las longitudes de onda de espectros metálicos y gaseosos y experimentos sobre radiación y absorción; sobre las teorías del Sol, la Luna, los planetas, los cometas, los meteoros y las nebulosas; y sobre instrumentación para telescopios y laboratorios.
Alrededor de 1920, tras el descubrimiento del diagrama de Hertzsprung-Russell que todavía se usa como base para clasificar las estrellas y su evolución, Arthur Eddington anticipó el descubrimiento y el mecanismo de los procesos de fusión nuclear en las estrellas, en su artículo The Internal Constitution of the Stars [La constitución interna de las estrellas]. En ese momento, la fuente de energía estelar era un completo misterio; Eddington especuló correctamente que la fuente era la fusión de hidrógeno en helio, liberando una enorme energía según la ecuación de Einstein E=mc². Fue un desarrollo particularmente notable ya que en ese momento aún no se habían descubierto ni la fusión ni la energía termonuclear, e incluso que las estrellas estaban compuestas en gran parte de hidrógeno (ver metalicidad).
En 1925, Cecilia Helena Payne (más tarde Cecilia Payne-Gaposchkin) escribió una tesis doctoral influyente en el  Radcliffe College, en la que aplicó la teoría de la ionización a las atmósferas estelares para relacionar las clases espectrales con la temperatura de las estrellas. Lo más importante fue que descubrió que el hidrógeno y el helio eran los componentes principales de las estrellas. A pesar de la sugerencia de Eddington, ese descubrimiento fue tan inesperado que los lectores de su disertación la convencieron de modificar la conclusión antes de la publicación. Sin embargo, investigaciones posteriores confirmaron su descubrimiento.
A finales del siglo XX, los estudios de espectros astronómicos se habían ampliado para cubrir longitudes de onda que se extendían desde las ondas de radio hasta longitudes de onda ópticas, de rayos X y gamma. En el siglo XXI se amplió aún más para incluir observaciones basadas en ondas gravitatorias.

## Campo de estudio

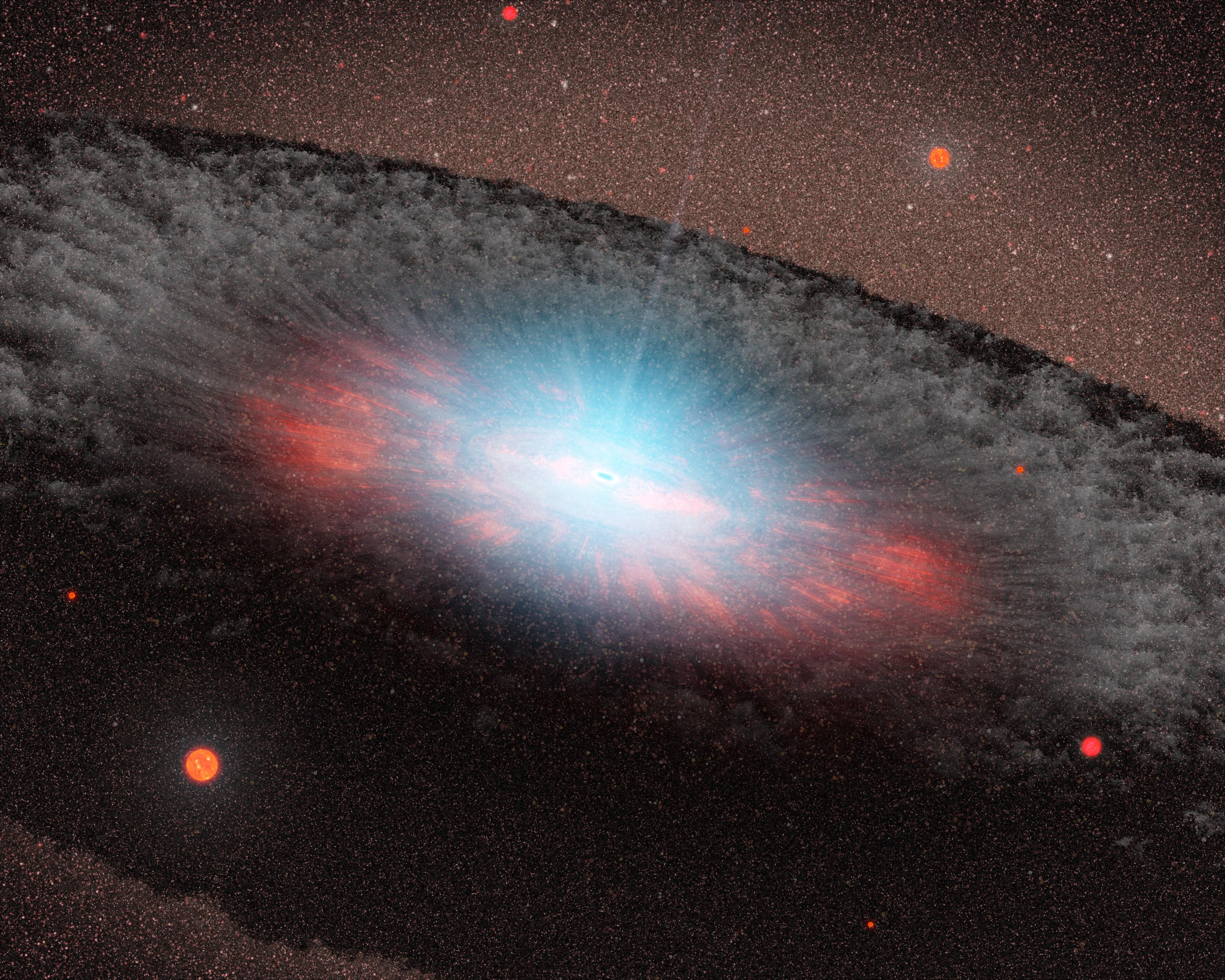
Ilustración de cómo podría verse un agujero negro supermasivo.

Así como el estudio de la composición química de los distintos objetos a través de la espectroscopia, otros medios de investigación fundamentales para la astrofísica son la fotometría (medida de la intensidad de la luz emitida por los objetos celestes) y la astrofotografía o fotografía astronómica. La astrofísica es una ciencia tanto experimental, en el sentido en que se basa en observaciones, como teórica, porque formula hipótesis sobre situaciones físicas no directamente accesibles. Otra gran zona de investigación de la astrofísica está constituida por el estudio de las características físicas de las estrellas.
La astrofísica también estudia la composición y la estructura de la materia interestelar, nubes de gases y polvo que ocupan amplias zonas del espacio y que en una época eran consideradas absolutamente vacías. Los métodos de investigación astrofísica son también aplicados al estudio de los planetas y cuerpos menores del sistema solar, de cuya composición y estructura, gracias a las investigaciones llevadas a cabo por satélites artificiales y sondas interplanetarias, se ha podido lograr un conocimiento profundo que en muchos casos ha permitido modificar convicciones muy antiguas.
A densidades elevadas el plasma se transforma en materia degenerada; esto lleva a algunas de sus partículas a adquirir altas velocidades, lo cual afecta a sus condiciones de degeneración. Asimismo, en las cercanías de los objetos muy masivos, estrellas de neutrones o agujeros negros, la materia que cae se acelera a velocidades relativistas emitiendo radiación intensa y formando potentes chorros de materia.